# San Antonio Pajonal
San Antonio Pajonal es una villa y distrito del municipio de Santa Ana Oeste, departamento de Santa Ana en la zona occidental de la República de El Salvador.

## Geografía física

### Ubicación
Tiene una extensión territorial de 51,92 km². Es un distrito pequeño, limitado al norte por el lago de Guija y la República de Guatemala, al este por Metapán, al sur por Texistepeque, y al oeste por el pueblo cercano de Santiago de la Frontera.
Como lugares turísticos tiene: el cerro del Estoraque, playas del lago de Guija y el cerro Quemado, en donde hay vestigios arqueológicos.

### Orografía
Las elevaciones principales que se encuentran en el distrito son:
| Nombre             | Altura | Prom. |
| ------------------ | ------ | ----- |
| Cerro El Pinalito  | 871 m  | 166 m |
| Cerro El Estoraque | 797 m  | 80 m  |
| Cerro La Cañada    | 722 m  | 114 m |
| Cerro La Cuchara   | 707 m  | 196 m |
| Montaña El Tigre   | 695 m  | 37 m  |
| Cerro El Nanzal    | 675 m  | 114 m |
| Cerro Picudo       | 674 m  | 45 m  |
| Cerro El Caulotal  | 672 m  |       |
| Cerro Las Marías   | 655 m  | 75 m  |
| Cerro El Borroñoso | 646 m  | 50 m  |
| Cerro Los Horcones | 602 m  | 99 m  |
| Cerro El Morro     | 565 m  | 47 m  |
| Cerro Minitas      | 554 m  | 64 m  |

#### Geomorfología y topografía
La mayoría del territorio del distrito se encuentra dentro de la región geomorfológica de la montaña fronteriza; los accidentes geográficos (o unidades morfoestructurales según el MARN) dentro de esta región que se encuentran en el distrito son la sierra de San Jerónimo Guajoyo y el valle superior del río Lempa, ambos dentro de la región llamada relieves de Texistepeque. La sierra está en la banda occidental del distrito; el valle se encuentra en toda la parte central y oriental del municipio.
La segunda región geomorfológica dentro del distrito es la cadena volcánica joven, siendo el correspondiente accidente geográfico la depresión del lago Güija y cerro de San Diego; Esta depresión se encuentra propiamente en la pequeña parte al noreste del municipio a la orilla del lago Güija.

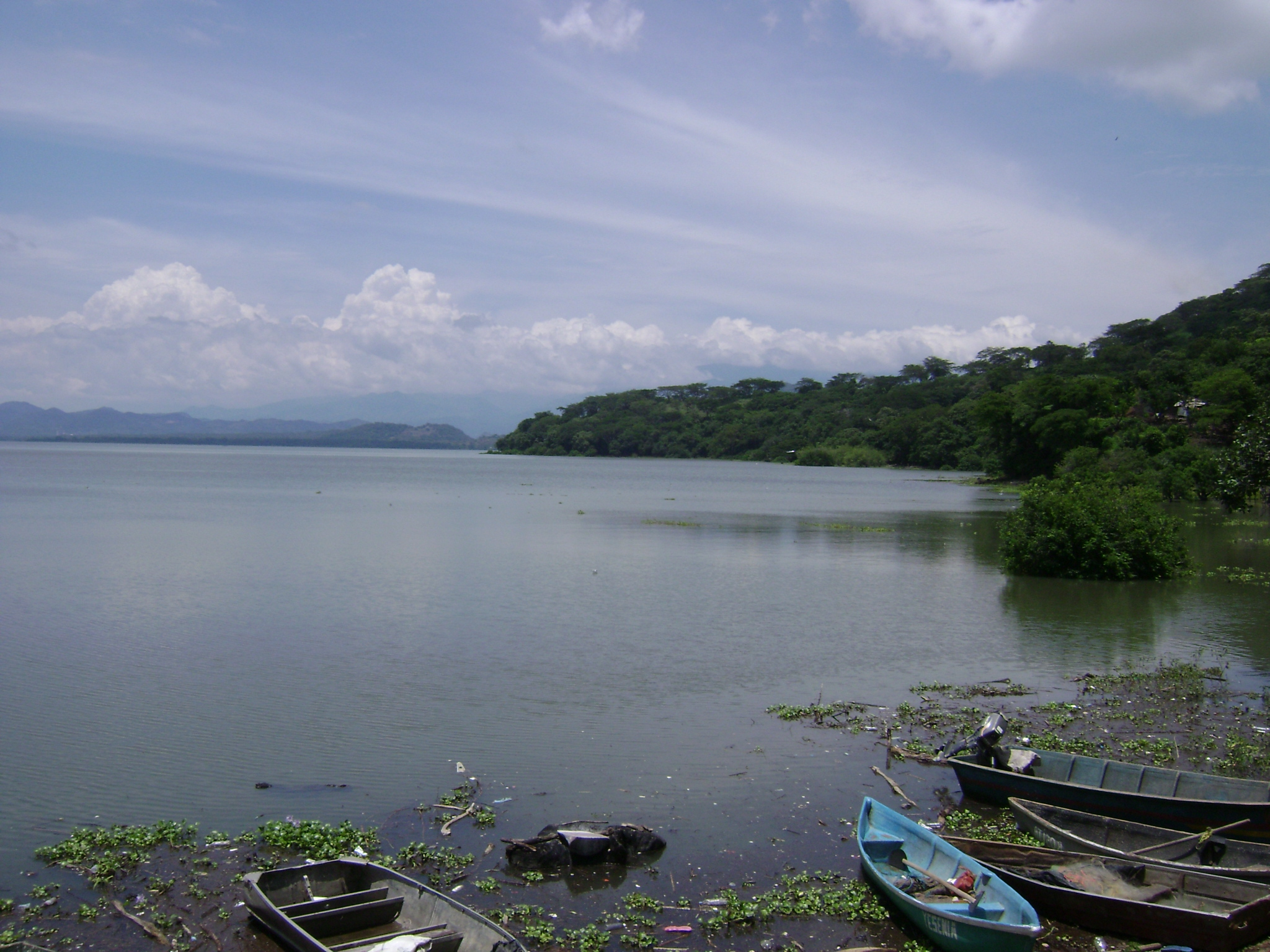
El lago de Güija, vista desde el caserío Las Cuevitas

### Hidrografía
El distritoo entero se encuentra en la gran cuenca del río Lempa que conforma gran parte del occidente del país. Dentro del municipio hay dos subcuencas: la del río Cusmapa y la del río Guajoyo, siendo estos dos los más importantes del municipio. Entre medio de estos dos ríos están los cerros y montañas que separan sus respectivas cuencas.
El río Cusmapa forma parte de la frontera de El Salvador y Guatemala (y por tanto la frontera norte del municipio) hasta un punto cerca del área urbana de San Antonio Pajonal donde deja de seguir el río y sigue en una línea hacia el oeste. Este río inicia dentro de la sierra de San Jerónimo Guajoyo y desemboca en el lago de Güija.
El río Guajoyo forma la frontera con el municipio de Texistepeque al sur. El río sale del territorio municipal y entra al de Metapán donde se junta con el río El Desagüe del lago de Güija que desemboca al río Lempa.

### Clima
El clima del territorio se clasifica como sabana tropical caliente o tierra caliente.

## Naturaleza

### Fauna y flora

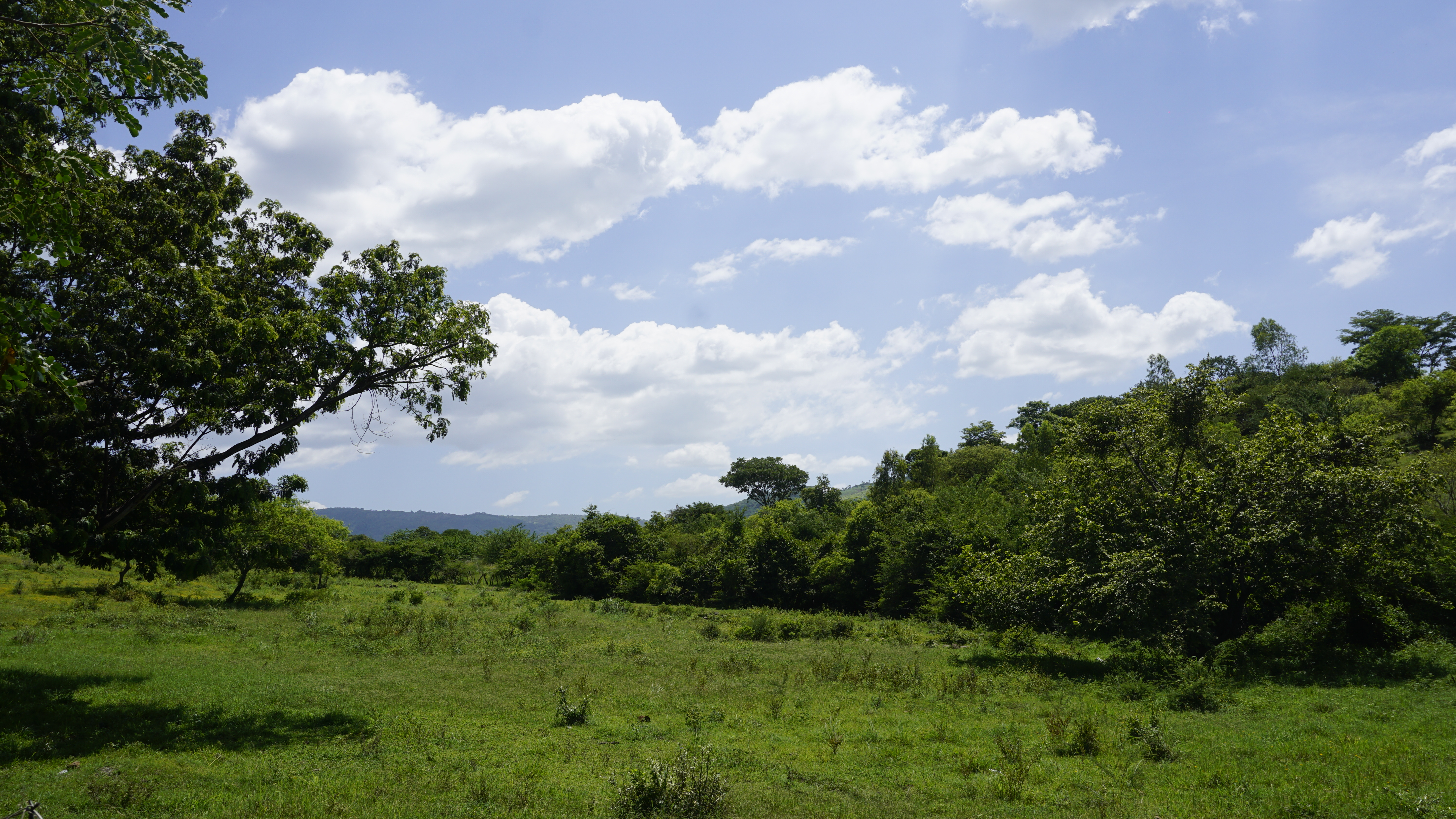
Vista al oeste desde el cementerio municipal; campo de pastos en la zona rural de San Antonio Pajonal en julio de 2019.

Entre la fauna del distrito hay mamíferos como tacuacines, pezote, zorrillo, ardillas, animales domésticos ganado vacuno y caballos; entre las aves están el perdiz, torogoz, y aves de corral.
En el distrito de San Antonio Pajonal se encuentran tres zonas de vida, las cuales son: bosques húmedos tropicales de transición a subtropicales, bosques secos tropicales, y en una pequeña parte hay bosques secos tropicales de transición a subtropicales (según el Sistema de clasificación de zonas de vida de Holdridge). Los bosques húmedos tropicales de transición a subtropicales conforman la mayor parte del municipio estando en el oeste, sudoeste y centro del municipio, especialmente en las partes más altas. Los bosques secos tropicales conforman la segunda mayor parte del municipio estando en todo el norte alrededor del margen del río Cusmapa, el centro-sur y sureste alrededor del margen del río Guajoyo, sobre las estribaciones de las montañas en el este y a la orilla del lago de Güija. Los bosques secos de transición a subtropicales están en las montañas a que pertenecen las estribaciones mencionadas al este del municipio y al sur del lago de Güija.
Las clases de vegetación que se encuentran en el distrito son en su mayoría zonas de cultivo y mezclas de sistemas productivos con secciones pequeñas y esparcidas de vegetación abierta, sabanas, campos y pastizales de tierras bajas y sub-montañas; la esquina sudoeste del distrito contiene zonas de vegetación abierta arbustiva predominantemente caduca en época seca (matorrales y arbustales). Las clases de vegetación en las partes altas de las montañas que pasan por el centro-norte del distrito no han sido clasificadas por el MARN.
Entre la flora que se encuentra en el distrito está el conacaste, madre cacao, caulote, e izote.

### Geología

#### Pedología y edafología
El tipo de suelo que cubre el distrito son litosoles. Para 1996 la Dirección General de Economía Agropecuaria y el Ministerío de Agricultura hizo una clasificación agrológica de los suelos y concluyó que gran parte de los suelos del distrito son suelos de clase VII; esta clase de suelos presenta limitaciones graves y requieren un manejo cuidadoso. Hay suelos de clase VIII en una sección al sur del área urbana, cubriendo gran parte del cantón La Piedrona, la porción suroeste y centrodel cantón El Mojón y casi todo el este del cantón El Tablón, incluyendo el margen del río Guajoyo; los suelos de clase VIII presentan las mayores limitaciones y la vegetación que ocurre en ellos requieren un mayor grado de protección. Los suelos más útiles que se encuentran en el municipio son los de clase IV y se encuentran en una franja sobre el margen del río Cusmapa en el noroeste del distrito y en una pequeña región dentro y alrededor del casco del caserío El Tablón; estos últimos suelos tienen características regulares, y aunque limitan la explotación de varios cultivos pueden ser beneficiados con medidas rigurosas de manejo y conservación de suelos así como el control adecuado de inundaciones moderadas.

### Zonas protegidas
El distrito dentro de las áreas de conservación Volcán Chingo y El Trifinio. Gran parte del municipio, incluyendo parte del área urbana, se encuentra dentro de la reserva de la biósfera Trifinio. El lago de Güija, que toca con parte del distrito es un sitio Ramsar.

## Historia
En 1807, la hacienda de Pajonal era una hacienda de ganado, propiedad del presbítero Isidro Menéndez. En esta hacienda se formó el valle de San Antonio Pajonal bajo la jurisdicción de Santiago de la Frontera.
Después de la visita del gobernador de Santa Ana, Narciso Avilés, al Valle de Santiago, en el 30 de abril de 1878, los habitantes del Valle le informaron que:

...hace como 30 años, los habitantes de dicha frontera han venido avanzando parte del territorio de esta República, y a la fecha han tomado mas de cinco leguas, desde las faldas del "Chingo" hasta el paso del "Anguiatú"
Narciso Avilés

Como prueba de este avance, también citó que en el archivo del Valle de Santiago existían documentos que constaban que los vecinos del "Pajonal," "Las Flores" y otros habían servido cargos concejiles.
San Antonio Pajonal fue fundada como aldea a principios del siglo XIX estando en jurisdicción del municipio de Santiago de la Frontera.  
De acuerdo al censo escolar completado por la Oficina Central de Estadística en septiembre de 1883, en el Valle San Antonio había 90 niños y niñas, siendo estos parte de los 461 en la jurisdicción de Santiago.
En el presupuesto escolar decretado en el 14 de agosto de 1895, la dirección de las escuelas rurales de San Antonio, una de varones y otra de niñas, serían dotadas anualmente con un sueldo de 240 pesos cada una. Según el informe hecho en el 12 de agosto de 1895 por el señor Jesús G. Escobar de los exámenes de las escuelas del departamento que tuvieron lugar del 14 al 25 de julio, la escuela rural de niños contaba con 40 alumnos en el cantón San Antonio y estaba dirigida por don Juan Vásquez en la que se notó aprovechamiento.
Según una estadística escolar de 1897, aún había una escuela rural de varones en "San Antonio" bajo la dirección de Timoteo Menéndez. La Escuela Rural de Niñas aparece en el presupuesto escolar del mismo año.
En un cuadro que demostraba la asistencia en las escuelas primarias del Departamento de Santa Ana durante junio de 1910, se reportó una asistencia máxima de 51 estudiantes en la Escuela Rural de Varones del Cantón San Antonio Pajonal, bajo la dirección de Juan Vásquez desde el 19 de junio de 1907. Durante el mes de noviembre, hubo una asistencia máxima de 44 estudiantes de 50 matriculados.
En el 26 de septiembre de 1944, a solicitud de la Municipalidad de Santiago de la Frontera, el Ministerio de Gobernación autorizó a la Municipalidad para que lleve a cabo la reparación de las cercas y limpieza del cementerio general del Cantón San Antonio Pajonal.

#### Asonada de 1944
Después del derrocamiento del dictador Maximiliano Hernández Martínez en mayo de 1944 y durante la administración de su sucesor, el general Andrés Ignacio Menéndez, hubo conflictos sobre quién había de tomar la presidencia entre los sectores populares democráticos, partidarios en gran parte de Arturo Romero, y la oligarquía militar que prefería al general Salvador Castaneda Castro. El relativamente moderado Andrés Ignacio Menéndez es depuesto por los militares y el coronel Osmín Aguirre y Salinas es puesto en el poder, causando una crisis política en que la nueva Junta Revolucionaria de Gobierno de Guatemala apoyó a la oposición, y para noviembre, más de ochocientos salvadoreños en exilio en Guatemala habían estado entrenando en Jalpatagua para conducir una expedición en contra del gobierno de Aguirre. Según el plan, en el 9 de diciembre una columna de 460 hombres marcharían hacia Ahuachapán y otros 150 hombres irían sobre lo que en este tiempo era el caserío de San Antonio Pajonal. En el 12 de diciembre ocurrió la asonada con los emigrados salvadoreños y las tropas del gobierno. La expedición fue vencida por las tropas en Ahuachapán y terminó fallando; la oposición terminaría demoralizada.
En el 17 de enero de 1945, la Secretaría de Hacienda autorizó el pago mensual a don Avelino Rojas de 2 colones, el valor de alquiler de la casa que ocupaba el retén de la policía de aduana establecida en San Antonio Pajonal.

### Municipio

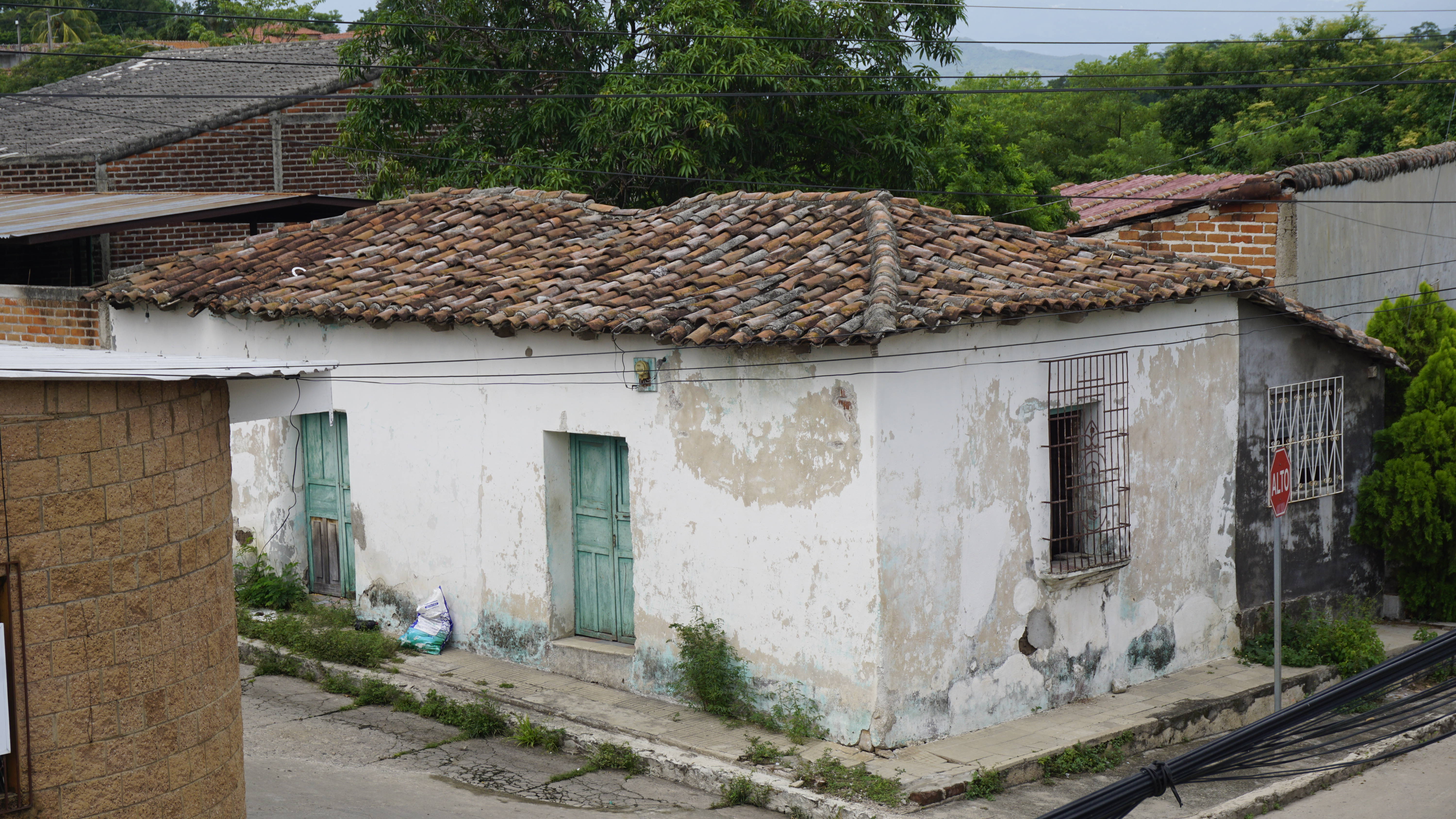
Casa antigua en el centro de San Antonio Pajonal.

En el 13 de noviembre de 1945, la Asamblea Nacional emitió el decreto legislativo número 229 que erige en Pueblo al Cantón y crea el municipio, comprendiendo su jurisdicción de los cantones La Piedrona y El Tablón, segregándolos del Municipio de Santiago de la Frontera, el decreto fue aprobado por el presidente Salvador Castaneda Castro en el 15 de noviembre y fue publicado en el Diario Oficial en el 28 de noviembre, este último día siendo el señalado para que el decreto tenga fuerza de ley.
El poder ejecutivo, por el acuerdo número 1911 del 6 de diciembre de 1945, se nombró a don Antonio Corleto R. como alcalde municipal. Poco después, en el 18 de diciembre, se emitió el acuerdo ejecutivo número 1975 que nombró a Miguel Ángel Flores como alcalde municipal y dejó sin efecto el acuerdo número 1911.
En el 29 de abril de 1946, el decreto ejecutivo número 11 aprobó una tarifa de árbitros a favor de la municipalidad. Para noviembre de 1946, el alcalde era Pedro Tobar, y el señor Israel Ávila G. era el secretario municipal.
Para 1947, contaba con unos 1,800 habitantes.
En el 9 de diciembre de 1949, el Juzgado de Primera Instancia de Metapán acordó nombrar juez de paz propietario de San Antonio Pajonal a Trinidad Tobar y suplente a Abel González.
En el 4 de abril de 1956, el Ramo de Cultura Popular del Ministerio de Cultura, a propuesta de la Dirección General de Educación Primaria y Normal, emite el Acuerdo Ejecutivo Número 1786 que crea la Escuela Rural Mixta del Cantón "El Ángel", siendo nombrada la señorita Gladis Gertrudis Garay su primera directora.
En el 10 de mayo de 1956, por acuerdo número 960, el poder ejecutivo acordó autorizar a la municipalidad de San Antonio Pajonal para que erogue hasta la cantidad de 712.50 colones en construir 225 metros cuadrados de empedrado en la calle El Centro y arreglar los caminos vecinales que del pueblo conducen a la población de Santiago de la Frontera, la estación ferroviaria Los Mangos, el Río Guajoyo y los cantones Los Ángeles y El Tablón.
Hacia finales de 1957, el Dr. J. Guillermo Trabanino, Secretario General de la Organización de Estados Centroamericanos, intervino con éxito ante el presidente de Guatemala en favor de numerosas personas del municipio, que ante el peligro de perder sus cosechas en zona fronteriza guatemalteca, deseaban obtener licencias para traer sus productos a sus hogares en El Salvador.
En el 8 de noviembre de 1961, por el Acuerdo Ejecutivo Número 317, se estableció la ruta de transporte interurbano número 282 Santa Ana-Santiago de la Frontera-San Antonio Pajonal y viceversa, la cual tiene como puntos intermedios el desvío a Ahuachapán, Candelaria de la Frontera y el desvío a Paraje Galán; esta ruta aun funciona.
En el 24 de septiembre de 1963, a propuesta de la Sociedad de Padres de Familia y vecinos del pueblo, el Ministerio de Educación, por el Acuerdo Ejecutivo Número 6291, denominó "José María Salazar España" la Escuela Urbana Mixta de San Antonio Pajonal. En el 5 de diciembre, por acuerdo número 2815, se acordó autorizar a la corporación municipal para que done al estado y gobierno de El Salvador en el Ramo de Educación un terreno y el edificio que contiene con el objeto de ampliar el edificio mencionado.
En el 28 de octubre de 1970, el gobierno concedió a la municipalidad el subsidio de ₡12,033 para la construcción de empedrados en las calles. En el 1 de octubre de 1979 el gobierno autorizó a la municipalidad para que invierta hasta ₡ 33,528.27 en la compra de materiales y pago de mano de obra empleados en los trabajos de construcción de adoquinado en la calle principal bajo la asesoría del Programa de Asistencia Técnica Regional y de la Comunidad (ASISTERC).

### Historia reciente
Para el período de 1994-1997, Alejandro de Jesús García Monroy fue alcalde.

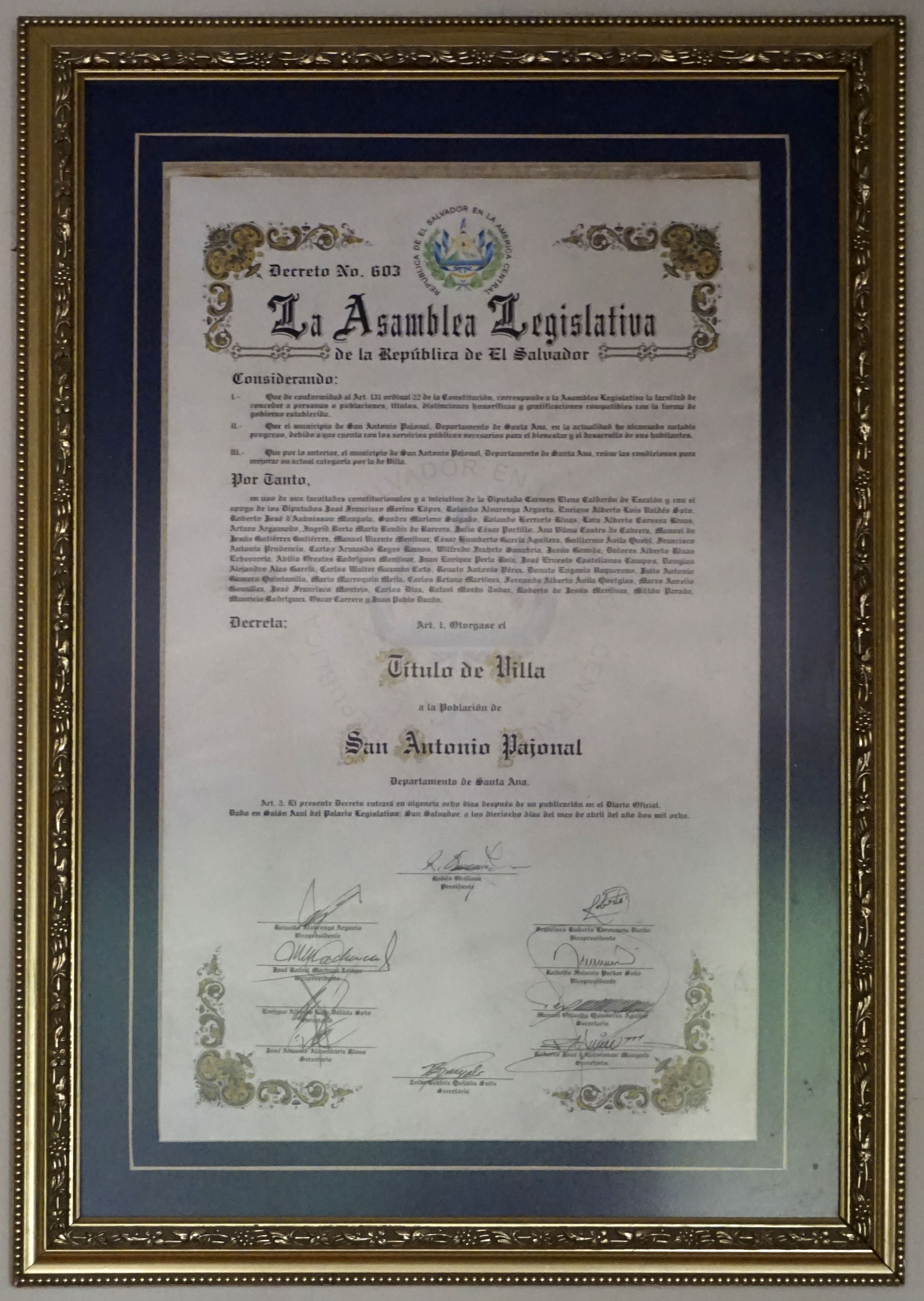
Titulación de Villa enmarcado dentro de la alcaldía municipal.

A la población de San Antonio Pajonal se le otorgó el título de Villa en el 5 de mayo de 2008 por el decreto legislativo número 603.
En el 6 de mayo de 2010, el consejo municipal prohibió la pinta o pega de propaganda política en edificios de gobierno, monumentos públicos, parques, árboles, obras de arte, señales de tránsito, paredes de cualquiera estructura privada y postes, permitiendo solamente la colocación colgante de afiches, banderas, pancartas etc., esto fue decreto por el efecto que tiene la propaganda en el ornato y limpieza del municipio durante contiendas políticas.
En el 21 de diciembre de 2011, la municipalidad decretó la Ordenanza Municipal para la Implementación de la Política Pública "Bosques Para Siempre" que promueve el manejo de bosques y la conservación de las Áreas Naturales y Zonas de Amortiguamiento, y elevar la responsabilidad y participación ciudadana por promover el mismo manejo.
En el marzo de 2014, fue asesinado un ganadero de 65 años, identificado por la Policía Nacional Civil como Eduardo Sandoval Martínez, en la calle principal del Caserío La cuesta del Cantón El Tablón, mientras se transportaba en una yegua, que también murió. Los atacantes le robaron el arma de fuego que solía cargar. Este era uno de dos homicidios que hubo en el municipio en cinco años.
En el 9 de abril de 2015, el Ministerio de Educación (MINED) lanzó el programa nacional de alfabetización en el municipio, donde había 307 personas mayores de 15 años de edad que aún no podían leer ni escribir. En el 22 de diciembre del mismo año, el municipio fue declarado municipio libre de analfabetismo por el MINED, siendo la cuarta localidad en Santa Ana sin analfabetismo y la cuadragésima-séptima en el país entero.
En el 27 de abril de 2016, la Administración Nacional de Acueductos y Alcantarillados (ANDA), con una inversión de $3000, finalizó la etapa final de la reparación de 18 fugas de agua potable y reparó las carpetas de las calles principales del casco urbano.
Un hidrante de incendio fue instalado por ANDA en el 18 de julio de 2017, el proyecto costó $5000. En el 25 de septiembre, ANDA instaló un equipo de bombeo en la planta El Ángel. En el trabajo se sustituyeron los impulsores de succión de la turbina que tenían una capacidad de 50 caballos de fuerza, que había presentaron fallas causadas por su uso que disminuyeron la producción de agua. El sistema que se instaló produce aproximadamente 190 galones de agua potable cada minuto, los trabajos de mejora costaron $2000.
En junio de 2018, San Antonio Pajonal fue nombrado como uno de los municipios (Ahora distritos) con afectación moderada por un brote epidémico de tifoidea.

## Geografía humana

### Organización territorial
Para su administración se divide en 4 cantones y 14 caseríos. Los cuatro cantones del distrito son: El Mojón, El Tablón, La Piedrona, y El Ángel.

### Demografía
| Población | Población | Población | Población | Población | Población | Población | Población | Población | Población                    | Población                    | Población                    | Población                    | Población                    | IM   | % Urbano |
| Total     | Total     | Total     | área      | área      | área      | área      | área      | área      | Tramos de edad seleccionados | Tramos de edad seleccionados | Tramos de edad seleccionados | Tramos de edad seleccionados | Tramos de edad seleccionados | IM   | % Urbano |
| Total     | Total     | Total     | Urbana    | Urbana    | Urbana    | Rural     | Rural     | Rural     | Tramos de edad seleccionados | Tramos de edad seleccionados | Tramos de edad seleccionados | Tramos de edad seleccionados | Tramos de edad seleccionados | IM   | % Urbano |
| Total     | H         | M         | Total     | H         | M         | Total     | H         | M         | 0-3                          | 4-6                          | 7-17                         | 18-59                        | 60+                          | IM   | % Urbano |
| --------- | --------- | --------- | --------- | --------- | --------- | --------- | --------- | --------- | ---------------------------- | ---------------------------- | ---------------------------- | ---------------------------- | ---------------------------- | ---- | -------- |
| 3279      | 1607      | 1672      | 1298      | 579       | 719       | 1981      | 1028      | 953       | 199                          | 192                          | 837                          | 1579                         | 472                          | 96.1 | 39.6     |

| Censo | Población | Cambio | Porcentaje |
| ----- | --------- | ------ | ---------- |
| 2007  | 3 279     | N/D    | N/D        |
| 2024  | 3 168     | -111   | -3.4%      |

#### Población histórica
| Total | Total | Total | Área   | Área   | Área   | Área  | Área  | Área  | Área             | Área             | Área             | Área               | Área               | Área               |
| Total | Total | Total | Urbana | Urbana | Urbana | Rural | Rural | Rural | Rural            | Rural            | Rural            | Rural              | Rural              | Rural              |
| Total | Total | Total | Urbana | Urbana | Urbana | Total | Total | Total | Cantón El Tablón | Cantón El Tablón | Cantón El Tablón | Cantón La Piedrona | Cantón La Piedrona | Cantón La Piedrona |
| Total | H     | M     | Total  | H      | M      | Total | H     | M     | Total            | H                | M                | Total              | H                  | M                  |
| ----- | ----- | ----- | ------ | ------ | ------ | ----- | ----- | ----- | ---------------- | ---------------- | ---------------- | ------------------ | ------------------ | ------------------ |
| 2,205 | 1,113 | 1,092 | 1,228  | 615    | 614    | 977   | 498   | 479   | 544              | 272              | 261              | 444                | 226                | 218                |

### Economía
Los cultivos son: pastos, tomates, ajonjolí, cebolla, papas y frutas. Hay crianza de ganado porcino, abejas y aves de corral. Entre la industria sobresalen: la pesca, lácteos, y fábrica de escobas.

#### Turismo
El distrito cuenta con varios recursos naturales usados como sitios turísticos, entre ellos el lago de Güija, los miradores naturales El Tablón, El Tablón 2, España, y Vista Hermosa, la quebrada el Canchón, y los ríos Cusmapa y Guajoyo.

#### U.S.A.P.
La asociación sin fines de lucro, Unidos San Antonio Pajonal (USAP), fue creada en mayo de 1994 y está compuesta de voluntarios procedentes del municipio residentes en la ciudad de Los Ángeles, California, quienes han realizado proyectos de ayuda a la comunidad desde su creación. 

## Política

### Gobierno municipal

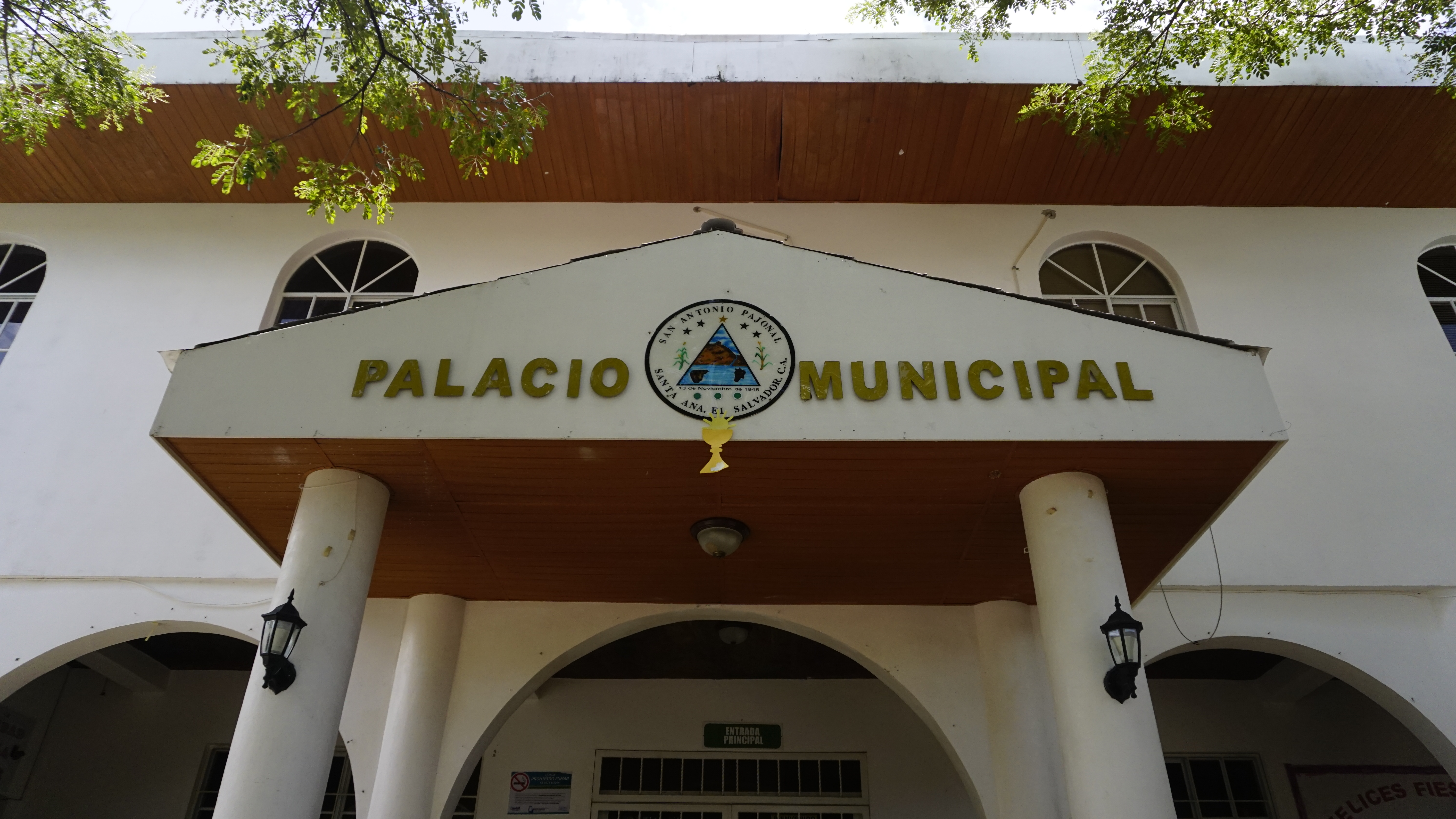
Palacio municipal de San Antonio Pajonal en julio de 2019.

Actualmente este distrito forma parte del municipio de Santa Ana Oeste que es presidido por Jorge Castro del partido político Nuevas Ideas para el periodo 2024-2027
Anteriores
| Posición  | Posición     | Posición | Nombre                               | Partido | Partido |
| --------- | ------------ | -------- | ------------------------------------ | ------- | ------- |
| Alcalde   | Alcalde      | Alcalde  | Walter Oswaldo Martínez Rivera       | FMLN    |         |
| Síndico   | Síndico      | Síndico  | Jonathan Eulice Hernández García     | FMLN    |         |
| Regidores | Propietarios | Primera  | Beatriz Adriana Sandoval Cerón       | FMLN    |         |
| Regidores | Propietarios | Segunda  | Silvia Liceth Chavarría de González  | ARENA   |         |
| Regidores | Suplentes    | Primera  | Lourdes Liceth Azcunaga de Rodríguez | FMLN    |         |
| Regidores | Suplentes    | Segundo  | Manuel Antonio Rodríguez Ramos       | FMLN    |         |
| Regidores | Suplentes    | Tercero  | Gerson Adán Ruíz Salguero            | FMLN    |         |
| Regidores | Suplentes    | Cuarta   | Sara Elizabeth Rubayos Medina        | ARENA   |         |

En el período 2006-2018 el gobierno municipal fue presidido por la Sra. Silvia Liseth Chavarría de González.
| Posición  | Posición     | Posición | Nombre                            | Partido |
| --------- | ------------ | -------- | --------------------------------- | ------- |
| Alcalde   | Alcalde      | Alcalde  | Walter Oswaldo Martínez Rivera    | FMLN    |
| Síndico   | Síndico      | Síndico  | Jonathan Eulice Hernández García  | FMLN    |
| Regidores | Propietarios | Primer   | Iván Gabriel Linares Orellana     | FMLN    |
| Regidores | Propietarios | Segundo  | Ángel Arturo Tobar Servellón      | ARENA   |
| Regidores | Suplentes    | Primer   | Manuel Antonio Rodríguez Ramos    | FMLN    |
| Regidores | Suplentes    | Segunda  | Rosaura Emely Arriaga Rivas       | ARENA   |
| Regidores | Suplentes    | Tercera  | Beatriz Adriana Sandoval Cerón    | FMLN    |
| Regidores | Suplentes    | Cuarto   | Franklin Jhonatan Asencio Arevalo | ARENA   |

### Gobierno judicial

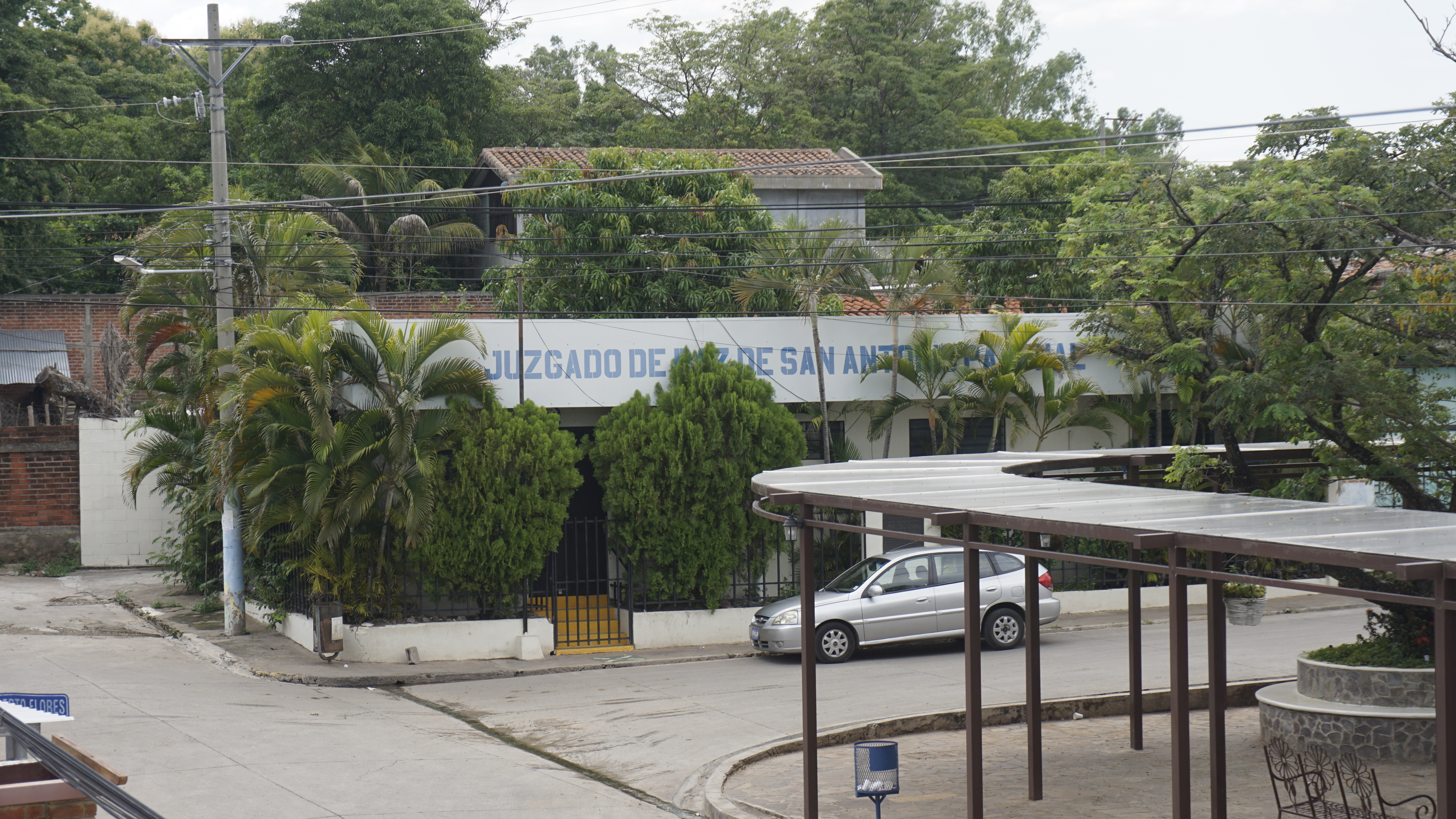
Juzgado de Paz en 2019.

San Antonio Pajonal, como cada distrito salvadoreño, cuenta con un Juzgado de Paz.
Cada uno de los cuatro Juzgados de lo Civil y Mercantil de Santa Ana realiza los asuntos de su comprensión equitativamente en los municipios de su jurisdicción, incluyendo San Antonio Pajonal, desde el 16 de febrero de 2020.
- Juzgado 1.º de lo Civil y Mercantil de Santa Ana
- Juzgado 2.º de lo Civil y Mercantil de Santa Ana
- Juzgado 3.º de lo Civil y Mercantil de Santa Ana
- Juzgado 4.º de lo Civil y Mercantil de Santa Ana

Las causas tramitadas en el Juzgado de Paz de San Antonio Pajonal son conocidas por los tres Juzgados de Instrucción de Santa Ana.
- Juzgado 1.º de Instrucción de Santa Ana
- Juzgado 2.º de Instrucción de Santa Ana
- Juzgado 3.º de Instrucción de Santa Ana

El municipio está bajo la jurisdicción de los siguientes juzgados especializados.
- Juzgado de lo Laboral de Santa Ana
- Juzgado 2.º de lo Penal de Santa Ana
- Juzgado 2.º de Familia de Santa Ana
- Juzgado 1.º de Menores de Santa Ana

## Servicios públicos

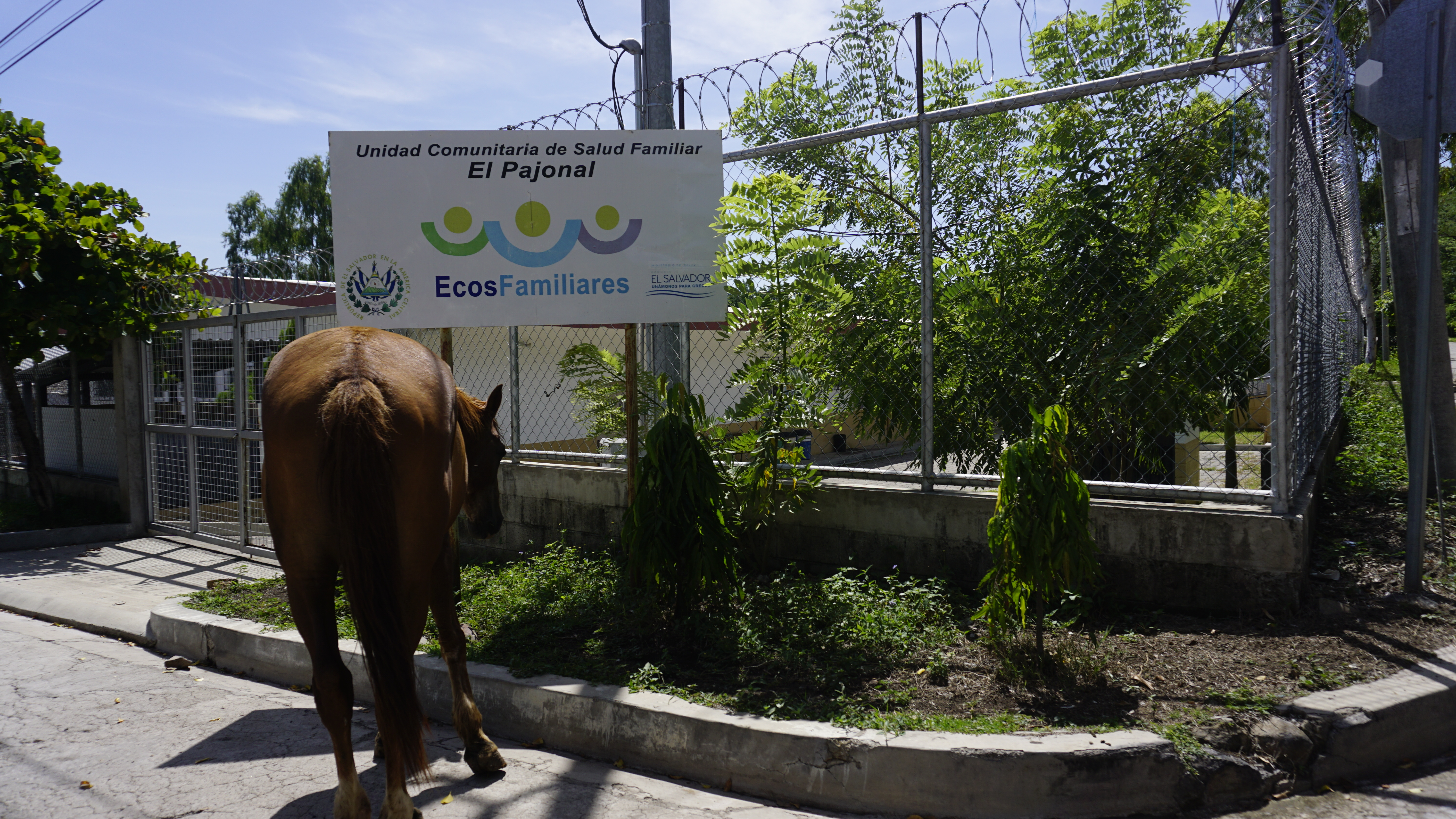
Caballo a la entrada de la Unidad Comunitaria de Salud de San Antonio Pajonal en julio de 2019

Los servicios básicos con los que cuenta el distrito son agua, energía eléctrica, y teléfono, fosas sépticas en ausencia de aguas negras, servicio de correo, puesto de policía, juzgado de paz, farmacia y tiendas para el consumo diario. Sus calles principales son de tierra.
El distrito cuenta con una unidad de salud, seis escuelas, dos iglesias católicas, ocho iglesias evangélicas, cuatro canchas deportivas, una casa de la cultura dos parques. 

### Educación

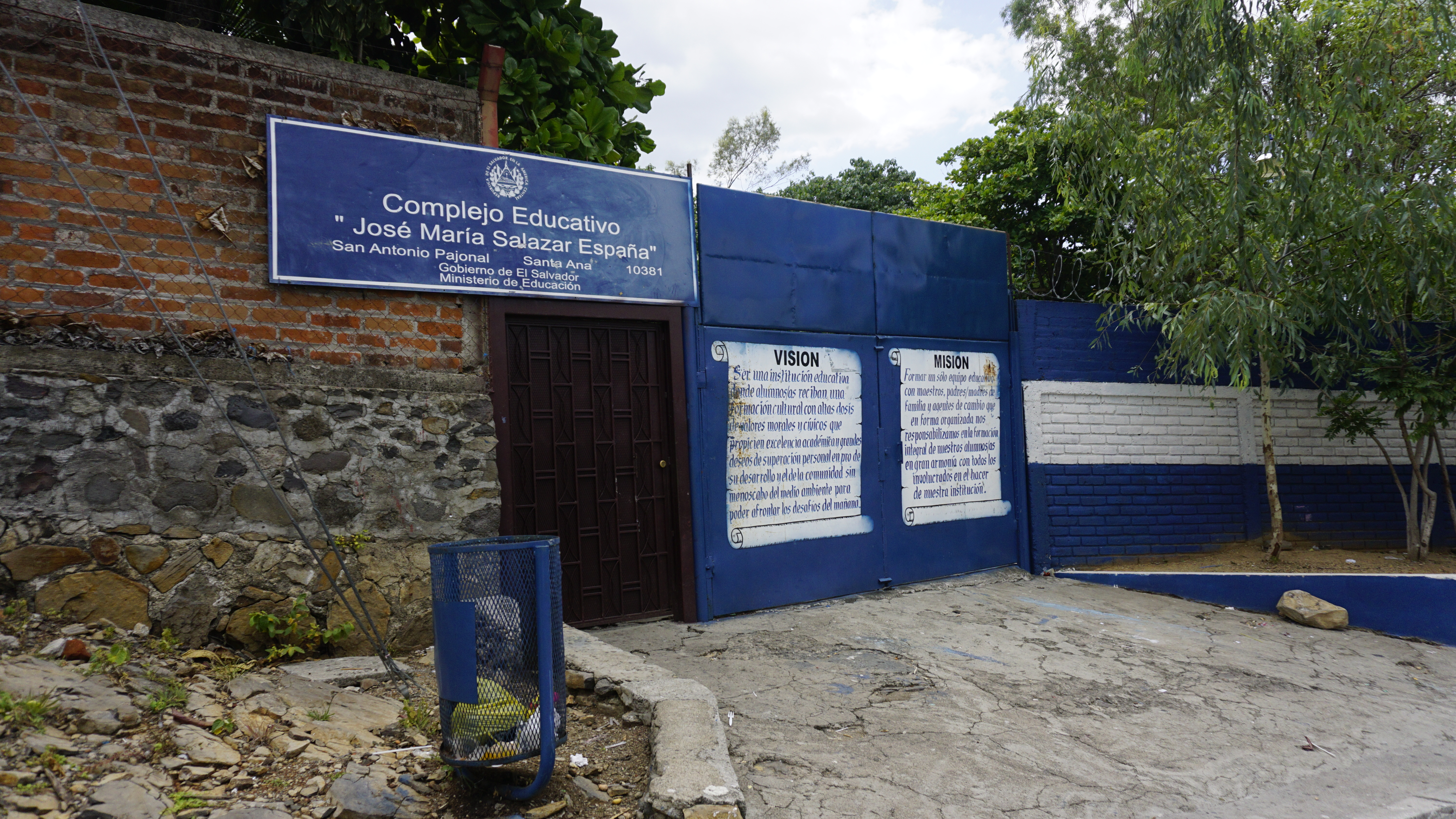
Centro escolar José María Salazar España en julio de 2019.

Dentro de la jurisdicción del distrito hay cinco escuelas públicas.
| Nombre                                              | Código | Zona   | N.º de Aulas |
| --------------------------------------------------- | ------ | ------ | ------------ |
| Complejo Educativo José María Salazar España        | 10381  | Urbana | 10           |
| Centro escolar Cantón El Tablón                     | 10377  | Rural  | 6            |
| Centro escolar Cantón El Ángel                      | 10379  | Rural  | 3            |
| Centro escolar Caserío Las Cuevitas Cantón El Ángel | 62058  | Rural  | 3            |
| Centro escolar Caserío El Mojón Cantón La Piedrona  | 62059  | Rural  | 2            |

El Complejo Educativo José María Salazar España, dentro de la zona urbana de San Antonio Pajonal cuenta con una biblioteca, centro de cómputo, salón de usos múltiples, una cocina bodega y una cancha de basquetbol; es la única escuela en el municipio con servicio de internet. Todas las escuelas cuentan con cañería interna, instalaciones eléctricas (siendo la urbana proporcionada por energía solar) y servicios sanitarios.

## Cultura

### Patrimonio cultural inmaterial
La villa de San Antonio Pajonal celebra sus fiestas patronales del 22 al 26 de enero en honor a su patrón católico San Antonio de Padua.

### Gastronomía
Dentro de su comida típica se encuentran los tamales de cerdo.